# Epsilon Minus
Epsilon Minus est un groupe canadien de musique électronique, actif entre formé en 2000 et 2005. Formé par Bogart Shwadchuck et Jennifer Parkin, le nom d'Epsilon Minus est une référence au roman Brave New World d'Aldous Huxley.

## Histoire
Epsilon Minus est formé en 2000 par le duo Bogart Shwadchuck et Jennifer Parkin. Ils sortent leur premier album éponyme, Epsilon Minus, avec Parkin au chant, en mai 2002 sur le label belge Alfa Matrix,. Ils suivent en avril 2003 avec un album de dance intitulé Mark II,. Parkin quitte le groupe pendant la réalisation de Mark II pour former Ayria et sort Debris sur Alfa Matrix,. Dans une interview avec Side-Line, Shwadchuck déclare :

« Jenn et moi n'étions pas faits l'un pour l'autre. Je me suis éloigné du type de musique que nous faisions, et il n'y avait pas de place pour un partenaire dans les choses que je voulais faire. ... En fin de compte, nous nous empêchions mutuellement de faire ce que nous voulions faire, et il n'y avait aucune raison de continuer à travailler de cette manière. »

— Bogart Shwadchuck, Side-Line (no 47), 6 mai 2004
Shwadchuck poursuit Epsilon Minus en solo et sort en 2004 l'EP Pre-Initialized et le LP Reinitialized, qui présentent des influences plus marquées de trance psychédélique et d'IDM. Reinitialized comprend des collaborations avec Kristy Venrick (The Azoic), Martha M. Arce (Distorted Reality), Eric Oehler (Null Device) et Ned Kirby (Stromkern),. Shwadchuck met fin au projet en 2005, publiant le court EP R.I.P. de restes et de prises, et continue à enregistrer sous son propre nom, ainsi que sous les pseudonymes Artifice, Sex Genius, et Chester Fantastico.

## Discographie
- 2002 : Epsilon Minus (Alfa Matrix)
- 2003 : Mark II (Alfa Matrix)
- 2004 : Pre-Initialized (Alfa Matrix)
- 2004 : Reinitialized (Alfa Matrix)
- 2022 : 20 EP (auto-production)